# Ara di Ierone
L'ara di Ierone II è una grande opera monumentale nell'antico quartiere della Neapolis a Siracusa all'interno del Parco archeologico della Neapolis.
Diodoro attribuisce la costruzione dell'opera a Ierone II, dicendo che era lunga uno stadio ed era realizzata presso il teatro.

## Sito
Ciò che rimane oggi sono quasi esclusivamente le strutture basamentali, ricavate nella parte bassa del declivio roccioso del Colle Temenite. La struttura in blocchi superiore infatti, venne asportata quasi completamente nel XVI secolo per essere riutilizzata nella costruzione delle fortificazioni spagnole della città.
Nella zona dove oggi sorge questo monumento a forma di altare si doveva trovare un edificio probabilmente dedicato a Zeus Eleutherios ("liberatore") davanti al quale si celebrò un rito dopo l'espulsione (nel 466 a.C.) dell'ultimo tiranno dei Dinomenidi, Trasibulo di Siracusa. Il rito in onore di Zeus Eleutherios in occasione delle feste dette Eleutheria sembra sia consistito in giochi sportivi e nel sacrificio di 450 tori.
Del monumento si conserva l'immenso basamento roccioso lungo circa m 198 m e largo m 22,80, che per circa la sua metà settentrionale insiste su un'enorme cavità sotterranea forse di formazione naturale, usata in passato per l'estrazione della roccia, prima della costruzione dell'ara.
Alle estremità frontali del monumento vi erano due rampe simmetriche e contrapposte di accesso alla piattaforma centrale dell'ara, ove avveniva il sacrificio delle vittime. Le rampe erano precedute da un ingresso: quello di nord era fiancheggiato da due telamoni dei quali si conservano i piedi.

## Galleria d'immagini

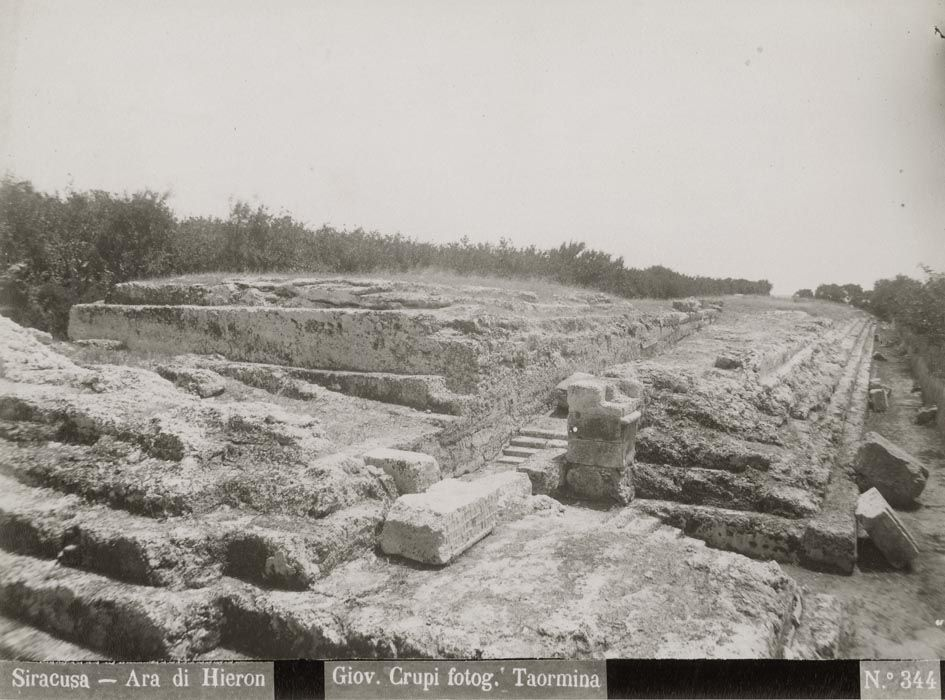
L'ara agli inizi del XX secolo
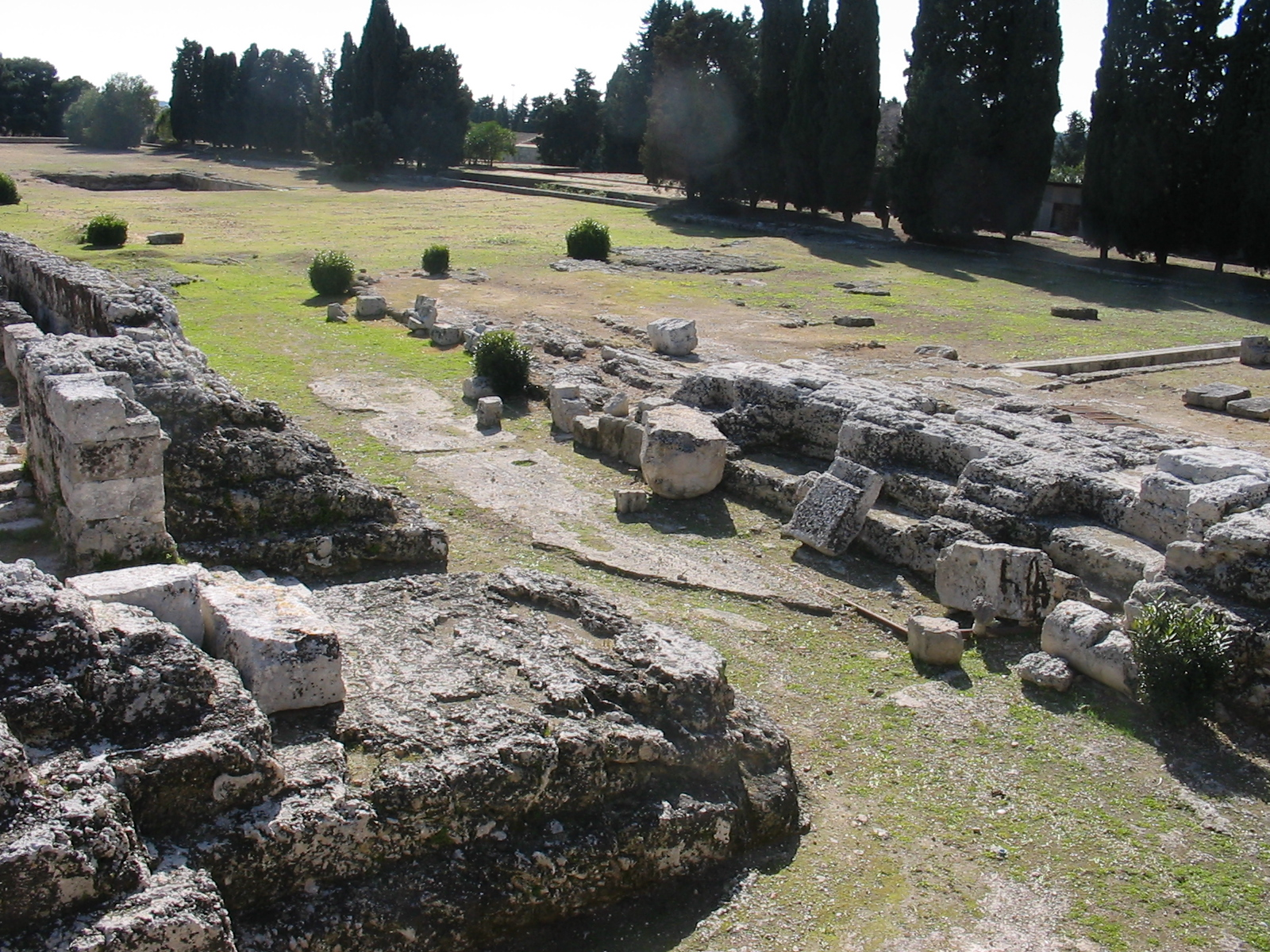
Particolare dell'ara
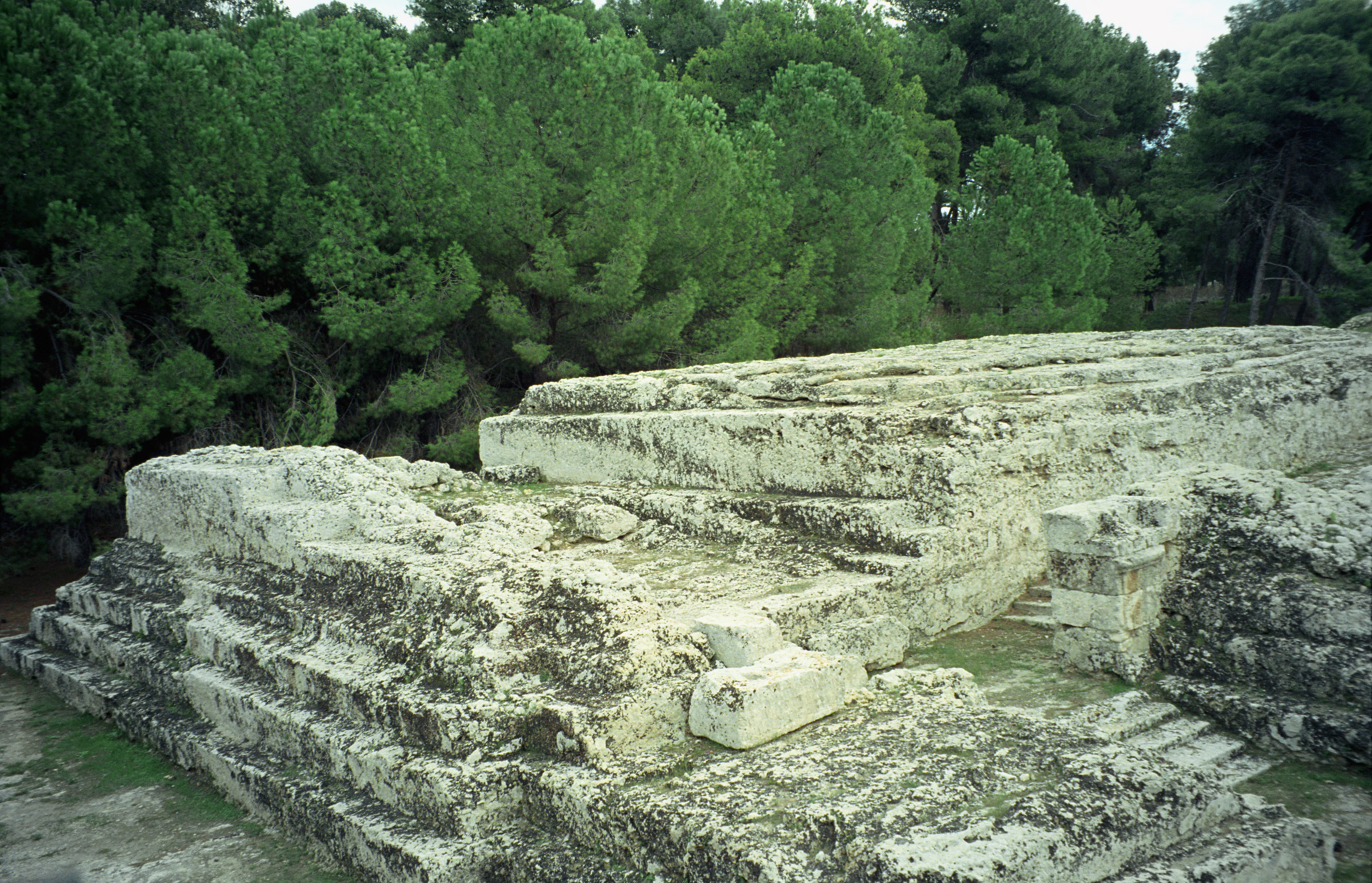
Particolare dell'ara